# جیمز وینستن موریس

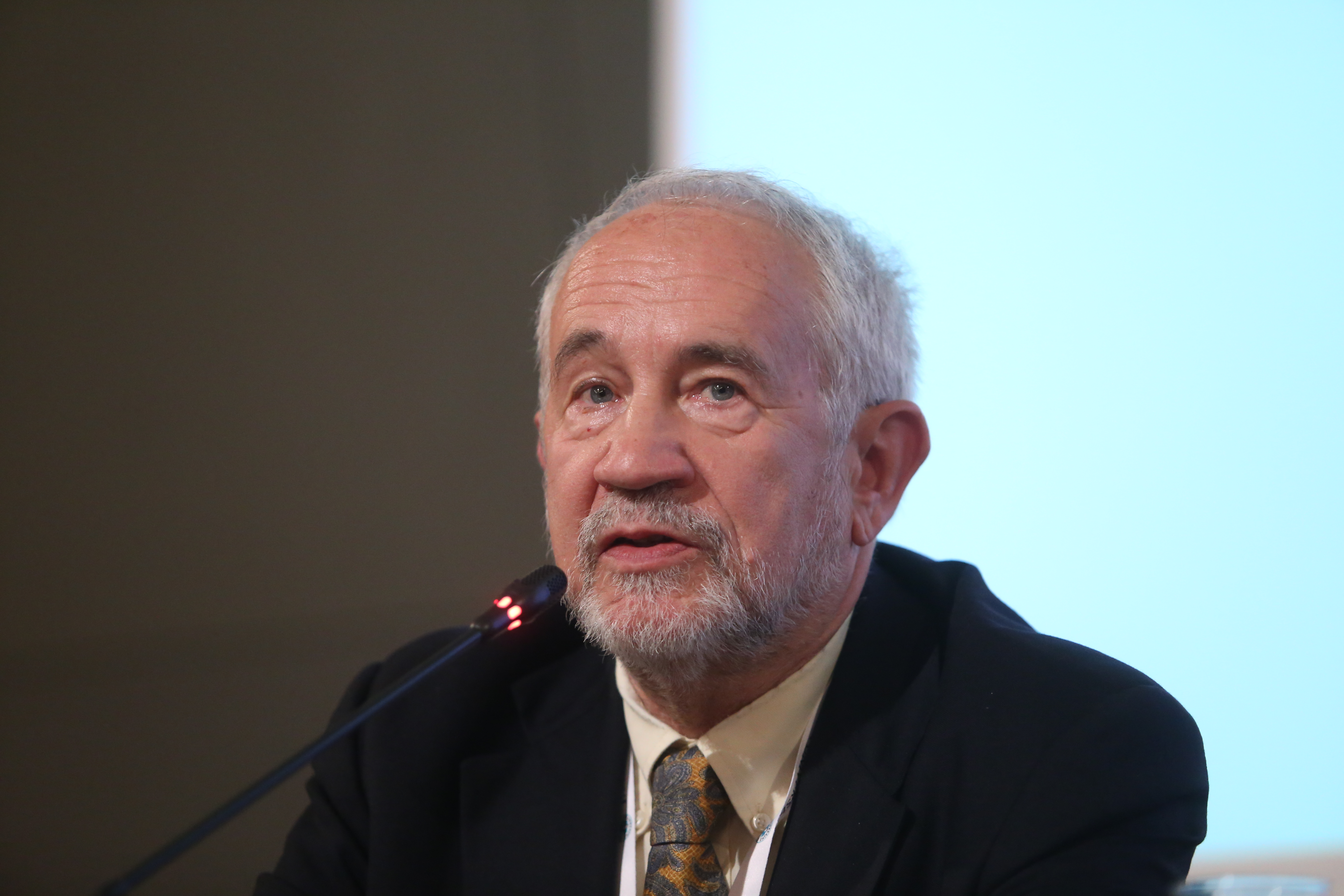

جیمز وینستن موریس (به انگلیسی: James Winston Morris) (زاده ۱۹۴۹) محقق و نویسنده آمریکایی. او دانش آموخته دانشگاه هاروارد و نویسندهٔ کتاب‌ها و مقالات متعددی است. جیمز موریس در حال حاضر در بخش الهیات دانشگاه بوستون ماساچوست تدریس می‌کند.

## تحصیلات
جیمز موریس در سال ۱۹۷۱ لیسانس خود را از دانشگاه شیکاگو در رشته مطالعات تمدن‌ها دریافت کرد. در سال ۱۹۸۰ دکترای خود را از دانشگاه هاروارد در رشته و زبان و تمدن شرق اخذ کرد. سایر تحصیلات فوق تخصصی خود را در دانشگاه‌های کازابلانکای مراکش، دانشگاه استراسبورگ، امریکن یونیورسیتی قاهره، آکادمی ایرانی فلسفه و مرکز مطالعات تمدن‌ها در تهران انجام داد.
جیمز موریس در سال ۲۰۰۷ کتاب معرفت‌الروح، تألیف استاد الهی را به نام Knowing the Spirit به همراه مقدمه‌ای دربارهٔ کتاب به زبان انگلیسی ترجمه کرد.
وی به‌عنوان مؤلف برگزیده بیست و پنجمین دوره کتاب سال ۱۳۸۶ ایران، در بخش مطالعات اسلامی، انتخاب شده‌است.

## برخی از آثار
- Knowing the Spirit, by Nur Ali Elahi. Introduction and annotated translation of his Kitāb Ma‘rifat ar-Rūh (Albany, SUNY Press, 2007( ترجمه کتاب معرفت‌الروح، تألیف نورعلی الهی).
- The Reflective Heart: Discovering Spiritual Intelligence in Ibn ‘Arabī’s ‘Meccan Illuminations’. Louisville, Fons Vitae, 2005. (Indonesian, Turkish and Bosnian translations in preparation.)
- Orientations: Islamic Thought in a World Civilisation. London, Archetype Press, 2004. (جهت‌ها و حرکت‌ها ، ترجمه مجدالدین کیوانی ، 1387)
- Yonelimler: Bir Dunya Medeniyetinde Islam Dusuncesi. Istanbul, Insan yayinlari [Humanities Press], 2006. (Turkish translation by Prof. M. Kiliç.)
- Sufi-Sufi Merajut Peradaban. Jakarta, Forum Sebangsa, 2003. (Indonesian translation by B. Harun.)
- Orientacije: Islamska Misao u Svjetskoj Civilizaciji. Sarajevo, El-Kalem, 2002 (Serbo-*Croatian translation of earlier version, by Professors H. N. Kahteran, R. Hafizović, A. Silajdžić.)
- Ibn ‘Arabī: The Meccan Revelations (co-author with W. Chittick). New York, Pir Press, 2002.
- تاریخ شکل شهر